# Santabárbara (banda)
Santabárbara, conocida en sus inicios como Época, fue una banda española de rock, pop, soft rock y hard rock formada en Barcelona a principios de la década de 1970  por Enric Milián al bajo y voz, Mario Balaguer a la guitarra y Alberto López a la batería. Durante su trayectoria obtuvieron un notable éxito comercial en España.

## Biografía

### Etapa Hard rock como "Época" (1969-1972)
El grupo se configuró como trío a finales de 1969. Sus componentes tenían ya bastante experiencia musical a sus espaldas. Alberto López había sido batería de Los Polares (una formación de Freakbeat y Garage rock de mediados de los sesenta), mientras Enric Milián y Mario Balaguer habían tocado con Tony Ronald y Georgie Dann. Fue, precisamente, en esta última etapa cuando los tres músicos decidieron montar una banda por su cuenta y practicar un tipo de sonido menos comercial que el que se veían obligados a interpretar en ese momento y más acorde con sus preferencias. Así surgió Época, un power-trío con vocación claramente Hard rock, influenciado por formaciones anglosajonas como Deep Purple, Led Zeppelin, Grand Funk Railroad, Alice Cooper o Black Sabbath.
En 1971 publicaron su único disco con esa denominación; un editado en Ariola con los temas "No estoy bien" y "Buscaré a otra chica". En él desarrollan plenamente su estilo hardrockero, convirtiéndose en uno de los primeros ejemplos del subgénero en España, al lado de grupos como Storm, Tapiman o Smash.
Aunque tuvo escasa repercusión comercial, hoy en día es considerado por la crítica especializada un claro antecedente del Heavy Metal español.

### Etapa Soft rock como "Santabárbara". Éxito comercial (1973-1980)
A pesar del poco eco que encontró su primer disco, la banda decidió seguir adelante y en 1973 ficharon por EMI, además de cambiar su anterior nombre por el de Santabárbara. Ese mismo año publican la canción "Charly", una balada que se convierte en un auténtico superventas en España. A partir de ahí, se inicia una etapa de enorme éxito para el grupo, que se prolongará hasta los últimos años de la década. 
A lo largo de casi toda su carrera, el trío se debatió, estilísticamente, entre dos tendencias casi contrapuestas. Por un lado, el Soft rock melódico, claramente pop, de sus baladas, que solían aparecer como "caras-A" de sus singles y que les llevaban, una y otra vez, a los primeros puestos de las listas de ventas. Y por el otro, el Hard rock (su verdadera vocación original), a la que daban rienda suelta en las "caras-B" y, sobre todo, en el álbum que publicaron en 1974 con el título "No dejes de soñar".
Esa dualidad y ambivalencia, que les benefició comercialmente en su día, ha hecho que hoy sean un grupo relativamente minusvalorado por la crítica especializada (que tiende a recordarlos más como una banda comercial y baladística, que como representantes del primer Hard rock español). En cualquier caso, sus baladas melódicas siguieron obteniendo el favor del público durante toda la década; y terminaron provocando que la banda fuese escorándose cada vez más (sobre todo a partir de 1976) hacia un estilo más suave y pop.
En 1977 falleció el batería, Alberto López. El grupo siguió adelante como dúo, cada vez más inclinado hacia el soft rock y la tendencia melódica. Aún obtuvieron algunos éxitos en listas con temas como "Regreso junto a ti" o "Caroline". E incluso publicaron un segundo LP en 1979, titulado "Regreso" en el que las querencias hard ya habían desaparecido del todo.
A consecuencia también del fallecimiento del guitarrista Mario Balaguer en Palma de Mallorca en 1980, el líder y vocalista de la banda, Enric Milián fue el único miembro que quedó en vida.

## Discografía

### Sencillos
- (como "Época"): "No estoy bien / Buscaré otra chica" (Ariola, 1971).
- "Charly / San José" (EMI, 1973).
- "Recuerdo de mi niñez / Rock and roll" (EMI, 1973).
- "Adiós amigo / Colores" (EMI, 1974).
- "Chiquilla / Baja de tu nube" (EMI, 1974).
- "Ponte una cinta en el pelo / Brillará un nuevo sol" (EMI, 1975).
- "Cariño mío / En silencio" (EMI, 1975).
- "¿Dónde están tus ojos negros? / Ven conmigo" (EMI, 1976).
- "Dama triste / Paz" (EMI, 1977).
- "Adiós amor / Cantando" (EMI, 1978).
- "Regreso junto a ti / Las Ramblas" (RCA, 1979).
- "Abrázame / Atrapado" (RCA, 1979).
- "Caroline / Mirando al sol" (RCA, 1980).

### Álbumes
- "No dejes de soñar" - (EMI, 1974).
- "Regreso" - (RCA, 1979).
- "Las aventuras de Tom Sawyer" - (RCA, 1981).